# Оґакі

35°21′34″ пн. ш. 136°36′46″ сх. д. / 35.35944° пн. ш. 136.61278° сх. д.
О́ґакі (яп. 大垣市, おおがきし, МФА: [oːgakʲi̥ ɕi]) — місто в Японії, в префектурі Ґіфу.

## Короткі відомості
Розташоване в південно-західній частині префектури, на рівнині, яку перетинають вздовж і поперек води 15 річок — Наґари Ібі, Макіти, Суймон та інші. Виникло на основі середньовічного призамкового містечка. В ранньому новому часу належало самурайському роду Тода, було столицею автономного уділу Оґакі. Отримало статус міста 1918 року. Постраждало в ході американських бомбардувань під час Другої світової війни. Основою економіки є сільське господарство, рисівництво, текстильна, целюлозно-паперова, машинобудування та хімічна промисловість. В місті розташований замок Оґакі. Станом на 1 квітня 2009 площа міста становила 206,52 км². 

## Демографія
За даними японського перепису населення, чисельність населення Оґакі досягла піка приблизно у 2000 році та з того часу дещо зменшилася. Станом на 1 липня 2011 населення міста становило 161 081 осіб.